# Мастер часослова семьи Спитц

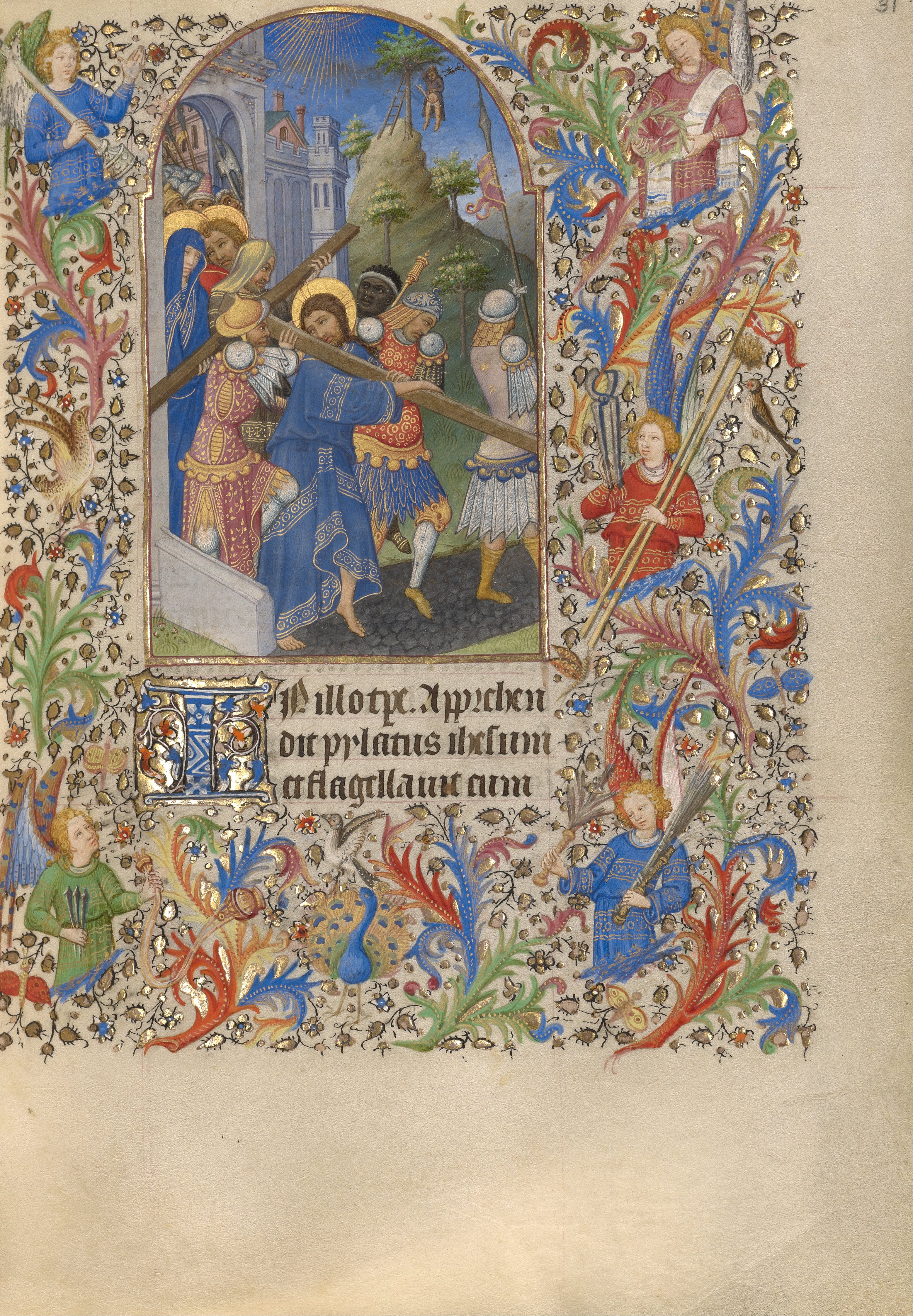
Несение креста, Часослов Спитц, f. 31

Мастер часослова семьи Спитц (англ. Spitz-Master) — анонимный средневековый художник-миниатюрист, который работал во Франции в 1415—1440 годах, вероятно, сначала в Париже.
Художник получил своё имя по часослову, находившемуся в начале XX века во владении семьи Спитц. Его манера стилистически близка к манере братьев Лимбург. Прямое заимствование анонимом мотивов из миниатюр братьев так очевидно, что предполагается, что он, возможно, обучался непосредственно в их мастерской или испытал сильное влияние во время сотрудничества с ними. Для часослова семьи Спитц художник выполнил 18 из 22 миниатюр, остальные четыре миниатюры написаны Мастером Гарвардского Ганнибала и Мастером Ги де Лаваля. 